# Are You Lonesome Tonight?
Singles de Elvis Presley
It's Now or Never
(1960) Surrender
(1961)
Clip vidéo
[vidéo] « Are You Lonesome Tonight? (audio) », sur YouTube
Are You Lonesome Tonight? est une chanson américaine créé en 1927. Elvis Presley l'enregistre en 1960, dans une version demeurée célèbre.
Elle est écrite en 1926 par Lou Handman et Roy Turk et devient un succès l'année suivante pour un certain nombre d'artistes, notamment la chanteuse américaine Vaughn De Leath, le chanteur canadien Henry Burr et l'américain Gene Austin.
Puis, la chanson sombre plus ou moins dans l'oubli, jusqu'à sa reprise par l'orchestre de Blue Barron, avec Bobby Beers au chant, en 1950. Al Jolson l'enregistre en 1953.

## Version d'Elvis Presley
Are You Lonesome Tonight? est l'une des chansons préférées de la femme du manager d'Elvis Presley, le colonel Parker, et c'est pourquoi il lui propose de l'enregistrer. Le résultat ne plait pas au chanteur (qui considère que son interprétation ne rend pas justice à la chanson) et il demande que la bande magnétique soit jetée à poubelle, mais le producteur Steve Sholes, qui a également réalisé l'enregistrement, passe outre et ordonne de le publier.
La chanson sort donc en single à la fin de l'année 1960 et se classe en tête des hit-parades des deux côtés de l'océan Atlantique. En décembre elle occupe la première place aux États-Unis et en janvier—février 1961 au Royaume-Uni.
On[Qui ?] considère généralement que l'arrangement de la version de Presley est proche de celui de Blue Barron et son orchestre.

### Distinctions
En 2007, la version d'Elvis Presley reçoit le Grammy Hall of Fame Award.

### Certifications
| Pays              | Certification | Unités certifiées |
| ----------------- | ------------- | ----------------- |
| États-Unis (RIAA) | 2 × Platine   | 2 000 000         |
| Royaume-Uni (BPI) | Argent        | 200 000           |